# Дорогуськ-Осада
Дорогуськ-Осада (пол. Dorohusk-Osada) — село в Польщі, у гміні Дорогуськ Холмського повіту Люблінського воєводства.
Населення — 929 осіб (2011).
У 1975-1998 роках село належало до Холмського воєводства.

## Демографія
Демографічна структура станом на 31 березня 2011 року:
|          | Загалом | Допрацездатний вік | Працездатний вік | Постпрацездатний вік |
| -------- | ------- | ------------------ | ---------------- | -------------------- |
| Чоловіки | 459     | 98                 | 326              | 35                   |
| Жінки    | 470     | 86                 | 301              | 83                   |
| Разом    | 929     | 184                | 627              | 118                  |